# Tom Cavanagh
Thomas Patrick "Tom" Cavanagh (sinh ngày 26 tháng 10 năm 1963) là một diễn viên người Canada, nổi tiếng với một loạt các vai diễn trong các bộ phim truyền hình Mỹ, bao gồm cả vai trò diễn viên chính trong Ed (2000–2004), Love Monkey (2006) và Trust Me (2009), và các vai phụ trong Providence và Scrubs. Từ năm 2014, ông đã được biết đến với vai trò Tiến sĩ Harrison Wells trong The Flash.